# Maciej Sołtyk (kasztelan)
Maciej Sołtyk herbu Sołtyk (zm. 2 stycznia 1780 w Krysku) – kasztelan warszawski od 1756, starosta radziejowski.

## Życiorys
Był synem kasztelana lubelskiego Józefa Franciszka Sołtyka i Konstancji z Drzewickich herbu Ciołek, córki wojewody lubelskiego Aleksandra Drzewickiego. Jego braćmi byli Feliks (zm. 1780), pułkownik Kawalerii Narodowej, oraz starsi Tomasz (zm. 1773), wojewoda łęczycki i Kajetan Ignacy (1715–1788), biskup krakowski. 
7 grudnia 1756 otrzymał urząd kasztelana warszawskiego, za który dziękował królowi Augustowi III na radzie senatu, która obradowała w Warszawie od 30 października do 7 listopada 1758. Poparł inicjatywę Augusta III nadania lenna kurlandzkiego królewiczowi Karolowi i podpisał 7 listopada 1758 uchwałę rady senatu w tej sprawie. Podczas sejmu 1762 występował przeciw familii, stronnictwu politycznemu skupionemu wokół magnackich rodów Czartoryskich i Poniatowskich. Był także na radzie senatu w marcu 1763 i podpisał jej uchwały. W czasie bezkrólewia po śmierci Augusta III przyłączył się 10 maja 1764 wraz z braćmi do manifestu,  oblatowanego (wpisanego do ksiąg) 15 maja 1764 w Zakroczymiu, uznającego sejm konwokacyjny 1764 za nielegalny. Następnie podążył wraz z stronnictwem hetmańskim do Kozienic. Po klęsce stronnictwa hetmańskiego, 28 września 1764 w Chęcinach, wspólnie z braćmi odstąpił od podpisanego w maju 1764 manifestu. W imieniu braci Sołtyków udał się z aktem odstąpienia do króla Stanisława Augusta Poniatowskiego, który przyjął go na audiencji 3 października 1764. W następnych latach mało angażował się w życie polityczne. Był na sejmie 1776 w Warszawie. Prowadził spokojne, ziemiańskie życie w dobrach Krysk. Zmarł w Krysku i tam został pochowany.

## Życie prywatne
Około 1748 ożenił się z Salomeą Nakwaską, córką Józefa Nakwaskiego herbu Prus II, kasztelana rawskiego. Małżeństwo to było zaaranżowane przez biskupa Kajetana Ignacego Sołtyka, brata Macieja. Salomea Nakwaska była jedynaczką. W dniu zawarcia małżeństwa miała zaledwie 13 lat. Wniosła do małżeństwa wielki majątek, w skład którego wchodziły dobra Krysk w ziemi czerskiej oraz majątki w ziemi zakroczymskiej, wyszogrodzkiej i województwie rawskim. Stosunki między małżonkami były złe. Po zbrojnej napaści na Salomeę, o której zorganizowanie oskarżała męża, w listopadzie 1766 uciekła ona do Królewca. Stamtąd wysłała list do króla Stanisława Augusta z prośbą o pomoc. W liście opisała okoliczności zaaranżowania przez biskupa Sołtyka małżeństwa w celu przejęcia majątku Nakwaskich. Oskarżyła męża, że całkowicie podporządkowany bratu biskupowi, próbował ją otruć, potem wbrew jej woli zgodził się oddać dzieci na wychowanie temuż bratu, w końcu groził, że zamknie ją w klasztorze. Konflikt został prawdopodobnie załagodzony i na początku lat 70. XVIII wieku małżeństwo trwało. Salomea zmarła 10 grudnia 1780 w Krysku. Sołtykowie mieli trzech synów i trzy córki.
- Józef (zm. 1803) – urodzony około 1750, został najpierw kasztelanem małogoskim, potem kasztelanem zawichojskim.
- Kajetan Maciej (zm. 1804) – został sekretarzem wielkim koronnym, kanonikiem krakowskim.
- Stanisław (1752–1833) – został podstolim wielkim koronnym, posłem na Sejm Czteroletni z województwa krakowskiego w 1790 roku[4], marszałkiem Sejmu Księstwa Warszawskiego, senatorem-wojewodą Królestwa Polskiego.
- Konstancja (zm. 8 maja 1826[5]) – została żoną Nicefora Gorzeńskiego herbu Nałęcz.
- Magdalena (zm. 1808) – najpierw została żoną Sebastiana Bystrzonowskiego herbu Starykoń, a następnie Wojciecha Strasza herbu Odrowąż.
- Teresa (zm. 1814) – najpierw została żoną Antoniego Sieroszewskiego herbu Nabram, a następnie Marcina Czetwertyńskiego.